# Kasper van der Laan
Kasper van der Laan (Poortugaal, 27 april 1981) is een Nederlandse stand-upcomedian en cabaretier. Als tekstschrijver was hij actief voor Dit was het nieuws.

## Biografie
Van der Laan won in juni 2013 de publieksprijs in de finale van het Amsterdams Studenten Cabaret Festival. Hij werd in 2014 als aspirant-lid toegevoegd aan het collectief van Comedytrain. Sinds 2015 is hij officieel lid van het collectief en treedt hij regelmatig op in comedyclub Toomler. In 2017 was hij lid van het cabaretteam van Spijkers met koppen. In de zomer van 2018 trad Van der Laan in het Engels op met Comedytrain op het Fringe festival in Edinburgh, Groot-Brittannië onder de naam Amsterdam Underground Comedy Collective. In 2018 won hij de publieksprijs van het Leids Cabaret Festival met zijn voorstelling Gewapend karton. Door de Volkskrant is hij uitgeroepen tot het comedy talent van 2019.
Hij stond van 2019 tot 2022 met zijn debuutprogramma 1 kilo in de Nederlandse theaters. In het theaterseizoen 2023/2024 volgde zijn tweede cabaretprogramma genaamd Warm.  In januari en februari 2025 speelt Van der Laan zijn als coachingssessie vormgegeven cabaretvoorstelling De weg naar succesgeluk. Een voorstelling die hij vormgaf in coronatijd. Vanaf mei 2025 speelt Van der Laan try-outs van zijn derde, nog titelloze, cabaretprogramma.

## Programma's

### Korte voorstellingen
- 2018 Gewapend karton
- 2020-2026 De weg naar succesgeluk

### Avondvullende programma's
- 2019-2022 1 kilo
- 2023-2024 Warm